# Trachea supera
Trachea supera là một loài bướm đêm trong họ Noctuidae.